# Untitled event
L'Untitled Event, également intitulé Theatre Piece No.1 (pièce de théâtre n° 1) est une intervention artistique datant de 1952 et créée par John Cage. Cette intervention est souvent considérée comme le 1er Happening, bien que, à cette époque,  le terme n'existe pas encore.
Pour cet événement, Cage était accompagné de Merce Cunningham (danseur), ainsi que du pianiste contemporain Tudor (jouant sur un piano préparé). La troupe était aussi composée de lecteurs de poèmes, mais aussi de Rauschenberg (à l'époque étudiant), et de Jay Watt (compositeur jouant notamment sur des instruments exotiques).
Le spectacle - puisque des spectateurs ont été invités - se déroule dans le réfectoire du Black Mountain College. La salle est carrée, et les places sont réparties sur quatre triangles séparés par des allées qui suivent les diagonales. Il n'y a rien au centre. Au-dessus des spectateurs, des tableaux blancs.
Cet événement fit connaître à Merce Cunningham Robert Rauschenberg, qui deviendra son concepteur de décors.
John Cage s'en servira comme base pédagogique au cours de composition musicale qu'il donnera, quelques années après, à l'université The New School.

## Déroulement
Avant la représentation elle-même, pour l'introduire, John Cage lit La Doctrine de l'esprit universel, de Huang-Po, et fait quelques commentaires sur la philosophie Zen. Chaque interprète avait reçu une sorte de partition, dans laquelle étaient indiqués des moments, à remplir par une action quelconque, une inaction, ou un silence. Chaque moment, ou incident, n'avait aucun rapport les uns avec les autres. Selon Cage, Tout ce qui advenait après cela advenait dans l'esprit du spectateur lui-même. 
Cage, en smoking, monté sur un escabeau, lit un texte sur les relations de la musique avec le bouddhisme, ainsi que des passages écrits par Maître Eckhart, tandis que Rauschenberg joue du piano et passe de vieux disques, puis joue une composition avec radio, et David Tudor, du piano préparé. Ensuite, certains participants lisent des poèmes de Cage depuis le public, et d'autres dansent dans les allées, et étant poursuivis par un chien. Rauschenberg projette des films et des diapositives au plafond montrant le cuisinier de l'école, puis un coucher de soleil. Dans un coin, Jay Watt jouait de divers instruments exotiques.
Le public est ravi. Cet événement anarchique, sans but, dans le sens que l'on ne savait pas ce qui allait arriver, et offre une infinité de possibilités.